# Shōgakukan-Manga-Preis
Der Shōgakukan-Manga-Preis (jap. 小学館漫画賞, Shōgakukan Manga-shō) ist die älteste kontinuierlich verliehene japanische Auszeichnung für Manga. Der Comicpreis wird seit 1955 jährlich von dem japanischen Shōgakukan-Verlag, einem der größten Manga-Verlage, verliehen. Das Sponsoring durch den Verlag wird wegen der Möglichkeit, verlagseigene Veröffentlichungen zu bevorzugen, bisweilen kritisch gesehen.
Erst seit 1975 wird der Preis nach Kategorien vergeben. Zunächst führte man nur Kategorien für männliche Zielgruppen ein; eine Kategorie für Shōnen-Manga (少年向け部門, Shōnen muke bumon) und eine für Seinen-Manga bzw. eine allgemeine Kategorie (青年一般向け部門, Seinen ippan muke bumon).
Als 1979 Keiko Takemiya, die vor allem für Mädchen zeichnet, für ihre Mangas Kaze to Ki no Uta und Terra E... ausgezeichnet wurde, benannte man die Shōnen-Kategorie in eine Shōnen/Shōjo-Kategorie (少年少女向け部門, Shōnen shōjo muke bumon) um. In dieser wurden bis 1982 Mangas für beide Geschlechter ausgezeichnet; 1983 führte man eine getrennte Shōnen- und Shōjo-Kategorie (少女向け部門, Shōjo muke bumon) ein. 1981 führte man die Kinder-Kategorie (児童向け部門, Jidō muke bumon) ein. 1989 benannte man die Seinen-Kategorie bzw. die allgemeine Kategorie einfach in allgemeine Kategorie (一般向け部門, Ippan muke bumon) um, weil fortan auch Josei-Manga in dieser ausgezeichnet wurden.
Darüber hinaus werden auch Spezialpreise verliehen.

## Preisträger

### 1955–1974
| Jahr | Preisträger                                                         |
| ---- | ------------------------------------------------------------------- |
| 1955 | Noboru Baba für Pūtan                                               |
| 1956 | Eijo Ishida für Oyama no ka bachan und andere Titel                 |
| 1957 | Osamu Tezuka für Manga sei mono no goku, Bīko-chan und andere Titel |
| 1958 | Tarō Semba für Chiba kuro chinbo, Shiaseno Ōji und andere Titel     |
| 1959 | Jirō Ota für Korisu no bokko und andere Titel                       |
| 1959 | Ueda Toshiko für Bonko-chan, Fuichin-san und andere Titel           |
| 1960 | nicht vergeben                                                      |
| 1961 | Reiji Aki für Science kimi no sekairyokō                            |
| 1962 | Fujiko Fujio für Susume Robot und Tefukuro tetchan                  |
| 1963 | Hisashi Sekiya für Faito-sensei und Stop! Niichan                   |
| 1964 | Fujio Akatsuka für Osomatsu-kun                                     |
| 1965 | Kazuo Maekawa für Pakichan to ganta                                 |
| 1966 | nicht vergeben                                                      |
| 1967 | Shōtarō Ishinomori für Sabu to Ichi Torimonohikae und Jun           |
| 1968 | Noburo Kawasaki für Animal 1 und Inakappe Taishō                    |
| 1969 | Hideko Mizuno für Fire!                                             |
| 1970 | Ryūsan Aki für Gag Ojisan und Shin baka tengoku                     |
| 1970 | Masako Watanabe für Glass no shiro                                  |
| 1971 | Shinji Nagashima für Hana ichimonme                                 |
| 1971 | Tatsuo Yoshida für Minashigo Hatchi                                 |
| 1972 | Hiroshi Asuna für Tō-chan no kawaiio Yomechin                       |
| 1973 | Shinji Mizushima für Otoko do ahō korashi sono und Deba to batto    |
| 1974 | Kazuo Umezu für Hyōryū kyōshitsu und andere Titel                   |

### 1975–1978
| Jahr | Shōnen                                                       | Seinen bzw. Allgemein              |
| ---- | ------------------------------------------------------------ | ---------------------------------- |
| 1975 | Moto Hagio für Poe no Ichizoku und 11-nin iru!               | Takao Saitō für Golgo 13           |
| 1976 | Yū Koyama für Ganbare Genki                                  | Shinji Mizushima für Abusan        |
| 1976 | Akio Chiba für Captain und Play Ball                         | Shinji Mizushima für Abusan        |
| 1977 | Leiji Matsumoto für Ginga Tetsudō 999 und seine Kriegscomics | Tetsuya Chiba für Notari Matsutarō |
| 1978 | Mitsutoshi Furuya für Dame oyaji                             | George Akiyama für Hakurekumo      |

### 1979–1982
| Jahr | Kinder                                | Shōnen/Shōjo                                      | Seinen bzw. Allgemein                                 |
| ---- | ------------------------------------- | ------------------------------------------------- | ----------------------------------------------------- |
| 1979 |                                       | Keiko Takemiya für Kaze to Ki no Uta und Terra e… | Yūsuke Aoyagi für Tosa no ipponzuri                   |
| 1980 |                                       | Rumiko Takahashi für Urusei Yatsura               | Hōsei Hasegawa für Hakutakko junjō und Gangaragan     |
| 1980 | Etsumi Haruki für Jarinko Chie        | Rumiko Takahashi für Urusei Yatsura               |                                                       |
| 1981 | Fujiko Fujio für Doraemon             | Akira Toriyama für Dr. Slump                      | Ryōhei Saigan für Sanchōmei no yūhi                   |
| 1982 | Mitsuru Sugaya für Game Center Arashi | Mitsuru Adachi für Miyuki und Touch               | Jūzō Yamasaki und Kenichi Kitami für Tsuribaka nisshi |

### 1983–2018
| Jahr | Kinder                                                   | Shōnen                                                   | Shōjo                                                               | Seinen bzw. Allgemein |
| ---- | -------------------------------------------------------- | -------------------------------------------------------- | ------------------------------------------------------------------- | --- |
| 1983 | Haruko Tachiiri für Panku-ponku                          | Motoka Murakami für Musashi no ken                       | Akimi Yoshida für Kisshō tennyo und Kawa yori mo nagaku yuruyaka ni | Osamu Tezuka für Hidamari no Ki                                                                                            |
| 1984 | Yudetamago für Kinnikuman                                | Kaoru Shintani für Futari taka und Area 88               | Toshie Kihara für Yume no ishibumi                                  | Masao Yajima und Kenshi Hirokane für Ningen kōsaten                                                                        |
| 1985 | Mayumi Muroyama für Asari-chan                           | Akira Oze für Hatsukoi Scandal und Tobe! Jinrui II       | Yumiko Kawahara für Zenryaku Milk House                             | Takashi Iwashige für Bokkemon                                                                                              |
| 1986 | Noriaki Nagai für Ganbare! Kickers                       | Yoshihiro Takahashi für Ginga Nagareboshi Gin            | Chie Shinohara für Yami no Purple Eye                               | Tetsu Kariya und Akira Hanasaki für Oishimbo                                                                               |
| 1987 | Shimbo Nomura für Tsuru pikahage maru                    | Hidenori Hara für Just Meet und Fuyu monogatari          | Fuyumi Sōryō für Boyfriend                                          | Shōtarō Ishinomori für Hotel und Japan GmbH                                                                                |
| 1988 | Yoshinori Kobayashi für Obotchama-kun                    | Osamu Ishiwata für B.B                                   | Reiko Okano für Fancy Dance                                         | Miyako Maki für Genji monogatari                                                                                           |
| 1989 | Kimiko Uehara für die Mari-chan-Serie                    | Tsuyoshi Nakaima für Utchare goshogawara                 | Nanae Haruno für Papa told me                                       | Naoki Urasawa für Yawara!                                                                                                  |
| 1990 | Moo Nenpei für Amaizo! Dango                             | Masami Yūki für Kidō keisatsu Patlabor                   | Chieko Hosokawa für Ōke no monshō                                   | Noboru Rokuda für F |
| 1990 | Moo Nenpei für Amaizo! Dango                             | Masami Yūki für Kidō keisatsu Patlabor                   | Taeko Watanabe für Hajime-chan ga ichiban!                          | Noboru Rokuda für F |
| 1991 | Tetsuhiro Koshita für Dodge Danpei                       | Kazuhiro Fujita für Ushio to Tora                        | Kazuko Fujita für Makoto call!                                      | Fumi Saimon für Kazoku no shokutaku und Asunaro hakusho                                                                    |
| 1992 | Gōshō Aoyama für Yaiba                                   | Takashi Shiina für GS Mikami gokuraku taisakusen!!       | Yumi Tamura für Basara                                              | Hideki Arai für Miyamoto kara kimi e                                                                                       |
| 1992 | Gōshō Aoyama für Yaiba                                   | Takashi Shiina für GS Mikami gokuraku taisakusen!!       | Yumi Tamura für Basara                                              | Ichimaru für Okami-san |
| 1993 | Michiyo Akaishi für One More Jump                        | Yoshihiro Togashi für Yū Yū Hakusho                      | Akemi Yoshimura für Bara no tameni                                  | Nobuhiro Sakata und Eiji Kazama für Kaze no daichi                                                                         |
| 1994 | Kōsaku Anakubo für Ore wa otoko da! Kuniokun             | Takehiko Inoue für Slam Dunk                             | Marimo Ragawa für Aka-chan to boku                                  | Hideki Mori für Bokkō |
| 1995 | Eriko Ono für Kocchimuite! Miiko                         | Takuya Mitsuda für Major                                 | Yōko Kamio für Hana Yori Dango                                      | Fujihiko Hosono für Gallery Fake und Tarō                                                                                  |
| 1995 | Eriko Ono für Kocchimuite! Miiko                         | Takuya Mitsuda für Major                                 | Yōko Kamio für Hana Yori Dango                                      | Motoka Murakami für Ron |
| 1996 | Tsunomaru für Midori no makibaō                          | Masahito Soda für Me-gumi no Daigo                       | Chiho Saitō für Kanon                                               | Jun'ichi Nōjō für Gekka ni no kishi                                                                                        |
| 1997 | Mikio Igarashi für Shino pen man maru                    | Shinji Morisue und Hiroyuki Kikuta für Ganba! Fly high   | Yuu Watase für Ayashi no Ceres                                      | Yū Koyama für Azumi |
| 1998 | Kiyoko Arai für Angel lip                                | Ryōji Minagawa und Kyoichi Nanatsuki für Arms            | nicht vergeben                                                      | Zenta Abe und Yoshimi Kurata für Aji ichi monme                                                                            |
| 1999 | Yasunari Nagatoshi für Uchūjin tanaka tarō               | Katsutoshi Kawai für Monkey turn                         | Ryō Ikuemi für Bara-iro no ashita                                   | nicht vergeben |
| 1999 | Yasunari Nagatoshi für Uchūjin tanaka tarō               | Yumi Hotta und Takeshi Obata für Hikaru no Go            | Ryō Ikuemi für Bara-iro no ashita                                   | nicht vergeben |
| 2000 | Mitsutoshi Shimabukuro für Seikimatsu riidā den Takeshi! | Gōshō Aoyama für Detektiv Conan                          | Chie Shinohara für Anatolia Story                                   | Naoki Urasawa für Monster                                                                                                  |
| 2000 | Mitsutoshi Shimabukuro für Seikimatsu riidā den Takeshi! | Hiroyuki Nishimori für Tenshi na konamaiki               | Chie Shinohara für Anatolia Story                                   | Naoki Urasawa für Monster                                                                                                  |
| 2001 | Sayuri Tatsuyama für Pukupuku tennen kairanban           | Rumiko Takahashi für Inu Yasha                           | Reiko Shimizu für Prinzessin Kaguya                                 | Buronson und Ryōichi Ikegami für Heat                                                                                      |
| 2001 | Sayuri Tatsuyama für Pukupuku tennen kairanban           | Rumiko Takahashi für Inu Yasha                           | Akimi Yoshida für Yasha                                             | Buronson und Ryōichi Ikegami für Heat                                                                                      |
| 2002 | Manabu Kashimoto für Croquette!                          | Makoto Raiku für Gash!                                   | Ai Yazawa für Nana                                                  | Naoki Urasawa für 20th Century Boys                                                                                        |
| 2002 | Manabu Kashimoto für Croquette!                          | Makoto Raiku für Gash!                                   | Taeko Watanabe für Kaze hikaru                                      | Naoki Urasawa für 20th Century Boys                                                                                        |
| 2003 | Hiromu Shinozuka für Mirmo!                              | Hiromu Arakawa für Fullmetal Alchemist                   | Aya Nakahara für Love★Con                                           | Takatoshi Yamada für Dr. Kotō Shinryōjo                                                                                    |
| 2003 | Hiromu Shinozuka für Mirmo!                              | Takashi Hashiguchi für Yakitate!! Japan                  | Aya Nakahara für Love★Con                                           | Takatoshi Yamada für Dr. Kotō Shinryōjo                                                                                    |
| 2004 | Mine Yoshizaki für Sgt. Frog                             | Tite Kubo für Bleach                                     | Hinako Ashihara für Sunadokei – Die Sanduhr                         | Tarō Nogizaka für Iryū – Team Medical Dragon                                                                               |
| 2004 | Kazutoshi Soyama für Zettai Zetsumei Dangerous Jiisan    | Tite Kubo für Bleach                                     | Yūki Obata für Bokura ga Ita                                        | Tarō Nogizaka für Iryū – Team Medical Dragon                                                                               |
| 2005 | Ryō Maekawa für Animal Yokochō                           | Masato Fujisaki für Wild Life                            | Kaneyoshi Izumi für Sonnan Janneeyo                                 | Kaiji Kawaguchi für Taiyō no mokushiroku                                                                                   |
| 2005 | Ryō Maekawa für Animal Yokochō                           | Masato Fujisaki für Wild Life                            | Kaneyoshi Izumi für Sonnan Janneeyo                                 | George Abe und Masasumi Kakizaki für Rainbow                                                                               |
| 2006 | An Nakahara für Kirarin Revolution                       | Yellow Tanabe für Kekkaishi                              | Yumi Tamura für 7 Seeds                                             | Hideo Iura für Bengoshi no kuzu                                                                                            |
| 2007 | Noriyuki Murase für Keshikasu-kun                        | Yūji Terajima für Diamond no Ace                         | Kotomi Aoki für Boku no Hatsukoi wo Kimi ni Sasagu                  | Takeshi Natsuhara und Kuromaru für Kurosagi                                                                                |
| 2007 | Noriyuki Murase für Keshikasu-kun                        | Yūji Terajima für Diamond no Ace                         | Kotomi Aoki für Boku no Hatsukoi wo Kimi ni Sasagu                  | Sekiya Tetsuji für Bambino!                                                                                                |
| 2008 | Yuu Yabuuchi für Naisho no Tsubomi                       | Mitsuru Adachi für Cross Game                            | Kanoko Sakurakōji für Black Bird                                    | Shin'ichi Ishizuka für Gaku: Minna no Yama                                                                                 |
| 2009 | Yūji Nagai für Penguin no Mondai                         | Kenta Shinohara für Sket Dance                           | Nao Iwamoto für Machi de Uwasa no Tengu no Ko                       | Yarō Abe für Shinya Shokudō                                                                                                |
| 2010 | Natsumi Matsumoto für Yumeiro Patissiere                 | Ken Sasaki und Masaki Tani für King Golf                 | Fumi Yoshinaga für Ōoku                                             | Manabe Shōhei für Ushijima the Loan Shark Chūya Koyama für Uchū Kyōdai                                                     |
| 2011 | Ten'ya Yabuno für Inazuma Eleven                         | Ayumi Ishii für Nobunaga Concerto                        | Ako Shimaki für Pin to Kona                                         | Yūki Kodama für Sakamichi no Apollon                                                                                       |
| 2012 | Hideyasu Takahashi für Mysterious Joker                  | Hiromu Arakawa für Gin no Saji: Silver Spoon             | Hinako Ashihara für Piece – Kanojo no Kioku                         | Kengo Hanazawa für I Am a Hero                                                                                             |
| 2013 | Emi Ishikawa für Zekkyō Gakkyū                           | Shinobu Ohtaka für Magi: The Labyrinth of Magic          | Kotomi Aoki für Kanojo wa Uso o Aishisugiteru                       | Noboru Takahashi für Mogura no Uta                                                                                         |
| 2014 | Noriyuki Konishi für Yo-kai Watch                        | Motoyuki Tanaka für Be Blues! ~Ao ni Nare~               | Kaneyoshi Izumi für Joo no Hana                                     | Ai Kozaki für Asahinagu Kazuhiko Shimamoto für Aoi Hono                                                                    |
| 2015 | Makoto Yoshimoto für Usotsuki! Gokuō-kun                 | Haruichi Furudate für Haikyū!!                           | Kazune Kawahara und Aruko für Ore Monogatari!!                      | Akimi Yoshida für Umimachi Diary Taiyō Matsumoto für Sunny                                                                 |
| 2016 | Kaoru Igarashi für Ijime                                 | One für Mob Psycho 100                                   | Chika Shīna für 37.5°C no Namida                                    | Shin’ichi Ishizuka für Blue Giant Naoko Matsuda für Jūhan Shuttai!                                                         |
| 2017 | Hiromu Shinozuka für PriPri Chi-chan!!                   | Kaiu Shirai und Posuka Demizu für The Promised Neverland | Io Sakisaka für Omoi, Omoware, Furi, Furare                         | Kaiji Kawaguchi für Kūbo Ibuki Jun Mayuzuki für After the Rain                                                             |
| 2018 | Nao Maita für 12 Jahre                                   | Riichiro Inagaki und Boichi für Dr. Stone                | Kazune Kawahara für Suteki na Kareshi                               | Mitsuharu Yanamoto für Hibiki: Shōsetsuka ni Naru Hōhō Haruko Kashiwagi für Kenkō de Bunkateki na Saitei Gendo no Seikatsu |

### Spezialpreise
| Jahr | Preisträger                                                         |
| ---- | ------------------------------------------------------------------- |
| 1981 | Kazuo Koike für Mamono go und seine anderen Arbeiten als Szenarist  |
| 1991 | Jirō Taniguchi für Träume von Glück (Inu wo kau)                    |
| 1999 | Shūichi Higurashi für die Titelbildgestaltung von Big Comic         |
| 1999 | Makoto Muramatsu für die Titelbildgestaltung von Big Comic Original |
| 2002 | Hiroshi Kurogane für Akabē                                          |
| 2004 | Takao Saitō für Golgo 13                                            |
| 2004 | Osamu Akimoto für Kochikame                                         |
| 2006 | Hoi Choi Production für Kimagure Concept                            |